# Kłopotów
Kłopotów est une localité polonaise de la gmina et du powiat de Lubin en voïvodie de Basse-Silésie.

## Démographie
En 2021, la population était de 155 habitants.